# Chhindwara
Chhindwara là một thành phố và khu đô thị của quận Chhindwara thuộc bang Madhya Pradesh, Ấn Độ.

## Địa lý
Chhindwara có vị trí 22°04′B 78°56′Đ / 22,07°B 78,93°Đ Nó có độ cao trung bình là 675 mét (2214 foot).

## Nhân khẩu
Theo điều tra dân số năm 2001 của Ấn Độ, Chhindwara có dân số 122.309 người. Phái nam chiếm 52% tổng số dân và phái nữ chiếm 48%. Chhindwara có tỷ lệ 76% biết đọc biết viết, cao hơn tỷ lệ trung bình toàn quốc là 59,5%: tỷ lệ cho phái nam là 81%, và tỷ lệ cho phái nữ là 71%. Tại Chhindwara, 12% dân số nhỏ hơn 6 tuổi.